# Fadrique Enríquez de Velasco
Fadrique Enríquez de Velasco (Aguilar de Campos, 1460 – Medina de Rioseco, 9 gennaio 1538) è stato un militare e nobile spagnolo IV ammiraglio di Castiglia, IV signore di Medina de Rioseco e III conte di Melgar. Appartenne all'importante famiglia degli Enriquez.
Nel 1489 prese possesso della Signoria di Medina de Rioseco. Nella sua villa fece costruire la chiesa di San Francisco, il palazzo che vi si trovava di fronte, il convento di Santa Clara e la chiesa di Santa María de Mediavilla. Sposò Ana de Cabrera, contessa di Modica. Ebbe un ruolo di rilievo nella rivolta dei comuneros tra il 1520 e il 1522.
Figlio di Alfonso Enríquez de Quiñones, morì senza successori e l'ammiragliato passò al fratello Fernando Enríquez de Velasco.